# Новоморозово
Новоморозово — деревня в Покровском районе Орловской области России.
Входит в состав Дросковского сельского поселения.

## География
Деревня находится восточнее деревни Ракитина у слияния двух рек: Фошня и Дросково, на автодороге 54K-11, выходящей на автомобильную трассу Р-119.

## Население
| 2010 |
| ---- |
| 7    |